# 3-й округ департамента Эна
3-й избирательный округ департамента Эза включает восемь кантонов округа Вервен: Вассиньи, Вервен, Гиз, Ирсон, Ла-Капель, Ле-Нувьон-ан-Тьераш, Обантон и Сен-Ришомон, два кантона округа Сен-Кантен: Боэн-ан-Вермандуа и Рибмон, а также кантон Марль, входящий в округ Лан. Общая численность населения по данным Национального института статистики Архивная копия от 16 декабря 2013 на Wayback Machine за 2010 г. — 97 219 чел. Общая численность избирателей, включенных в списки для голосования в 2012 г. — 70 285 чел.
Действующим депутатом Национального собрания по 3-му округу является Жан-Луи Брику (Социалистическая партия).
|  | Начало срока      | Конец срока       | Депутат           | Партия                  |
|  | ----------------- | ----------------- | ----------------- | ----------------------- |
|  | 24 марта 2013 г.  | н/вр              | Жан-Луи Брику     | Социалистическая партия |
|  | 20 июня 2007 г.   | 17 июня 2012 г.   | Жан-Пьер Баллиган | Социалистическая партия |
|  | 19 июня 2002 г.   | 19 июня 2007 г.   | Жан-Пьер Баллиган | Социалистическая партия |
|  | 01 июня 1997 г.   | 18 июня 2002 г.   | Жан-Пьер Баллиган | Социалистическая партия |
|  | 02 апреля 1993 г. | 21 апреля 1997 г. | Жан-Пьер Баллиган | Социалистическая партия |
|  | 23 июня 1988 г.   | 01 апреля 1993 г. | Жан-Пьер Баллиган | Социалистическая партия |

## Результаты выборов
Выборы депутатов Национального собрания 2012 г.:
|                | Кандидат                  | Партия                    | Первый тур | Первый тур     | Второй тур | Второй тур |
| Кол-во голосов | Кандидат                  | Партия                    | % голосов  | Кол-во голосов | % голосов  |            |
| -------------- | ------------------------- | ------------------------- | ---------- | -------------- | ---------- | ---------- |
|                | Жан-Луи Брику             | Социалистическая партия   | 16 683     | 41,10          | 21 751     | 54,31      |
|                | Фредерик Мёра             | Союз за народное движение | 13 005     | 32,04          | 18 301     | 45,69      |
|                | Бертран Дютей де ла Рошер | Национальный фронт        | 6 617      | 17,30          |            |            |
|                | Режи Лекуайе              | Левый фронт               | 1 888      | 4,65           |            |            |
|                | Пьер Шабо                 | Крайне правые             | 619        | 1,53           |            |            |
|                | Франс Савелли             | Радикальная партия        | 535        | 1,32           |            |            |
| Прочие         | Прочие                    | Прочие                    |            | менее 1 %      |            |            |

Выборы депутатов Национального собрания 2007 г.:
|                | Кандидат          | Партия                            | Первый тур | Первый тур     | Второй тур | Второй тур |
| Кол-во голосов | Кандидат          | Партия                            | % голосов  | Кол-во голосов | % голосов  |            |
| -------------- | ----------------- | --------------------------------- | ---------- | -------------- | ---------- | ---------- |
|                | Жан-Пьер Баллиган | Социалистическая партия           | 18 046     | 41,16          | 24 383     | 53,31      |
|                | Фредерик Мёра     | Союз за народное движение         | 15 889     | 36,24          | 21 354     | 46,69      |
|                | Натали Фоверг     | Национальный фронт                | 3 278      | 7,48           |            |            |
|                | Жинетт Дево       | Коммунистическая партия           | 1 573      | 3,59           |            |            |
|                | Эдвен Легрис      | Союз за французскую демократию    | 1 499      | 3,42           |            |            |
|                | Димитри Северак   | Крайне левые                      | 947        | 2,16           |            |            |
|                | Валери Делатр     | Партия зеленых                    | 616        | 1,41           |            |            |
|                | Андре Фламан      | Охота, рыбалка, природа, традиции | 507        | 1,16           |            |            |
|                | Марк Пелле        | Крайне левые                      | 467        | 1,07           |            |            |
| Прочие         | Прочие            | Прочие                            |            | менее 1 %      |            |            |